# Emil Junghenn (Politiker)
Emil Junghenn (* 5. August 1850 in Hanau; † 20. Juli 1911 in Meran) war ein deutscher Kaufmann und Mitglied des Preußischen Abgeordnetenhauses als Vertreter der  Nationalliberalen Partei.

## Leben
Emil Junghenn musste Kriegsdienst leisten und war als Reserve-Unteroffizier an der Schlacht bei Mars-la-Tour am 16. August und der Schlacht bei Gravelotte am 18. August 1870 beteiligt. Diese Schlacht wird auch als dritte Schlacht von  Metz im Deutsch-Französischen Krieg bezeichnet.
Er wurde als Oberleutnant der Reserve aus dem Militärdienst entlassen, war zunächst als Kaufmann in Bremen tätig und betrieb bis 1892 eine Lederlackierfabrik in Hanau.
Auf der internationalen Ausstellung für Leder, Lederwaren etc. in Frankfurt am Main im Jahre 1811 erhielt Junghenn eine goldene Medaille für seine Arbeiten (Tornister, Helme).
Er engagierte sich in der Politik und wurde Mitglied der Nationalliberalen Partei, wo er von 1898 bis zu seinem Tod im Zentralvorstand tätig war.
Von 1894 bis 1911 hatte er als deren Vertreter für den Wahlkreis Kassel 14 ein Mandat für das Preußische Abgeordnetenhaus. Die Mitglieder des Plenums erhielten nach dem Dreiklassenwahlrecht in indirekter Wahl ein Mandat.
In der Wetterauischen Gesellschaft für Naturkunde Hanau e. V. war er außerordentliches Mitglied.

## Auszeichnungen
- Eisernes Kreuz II. Klasse